# Gustavsbergs konsthall

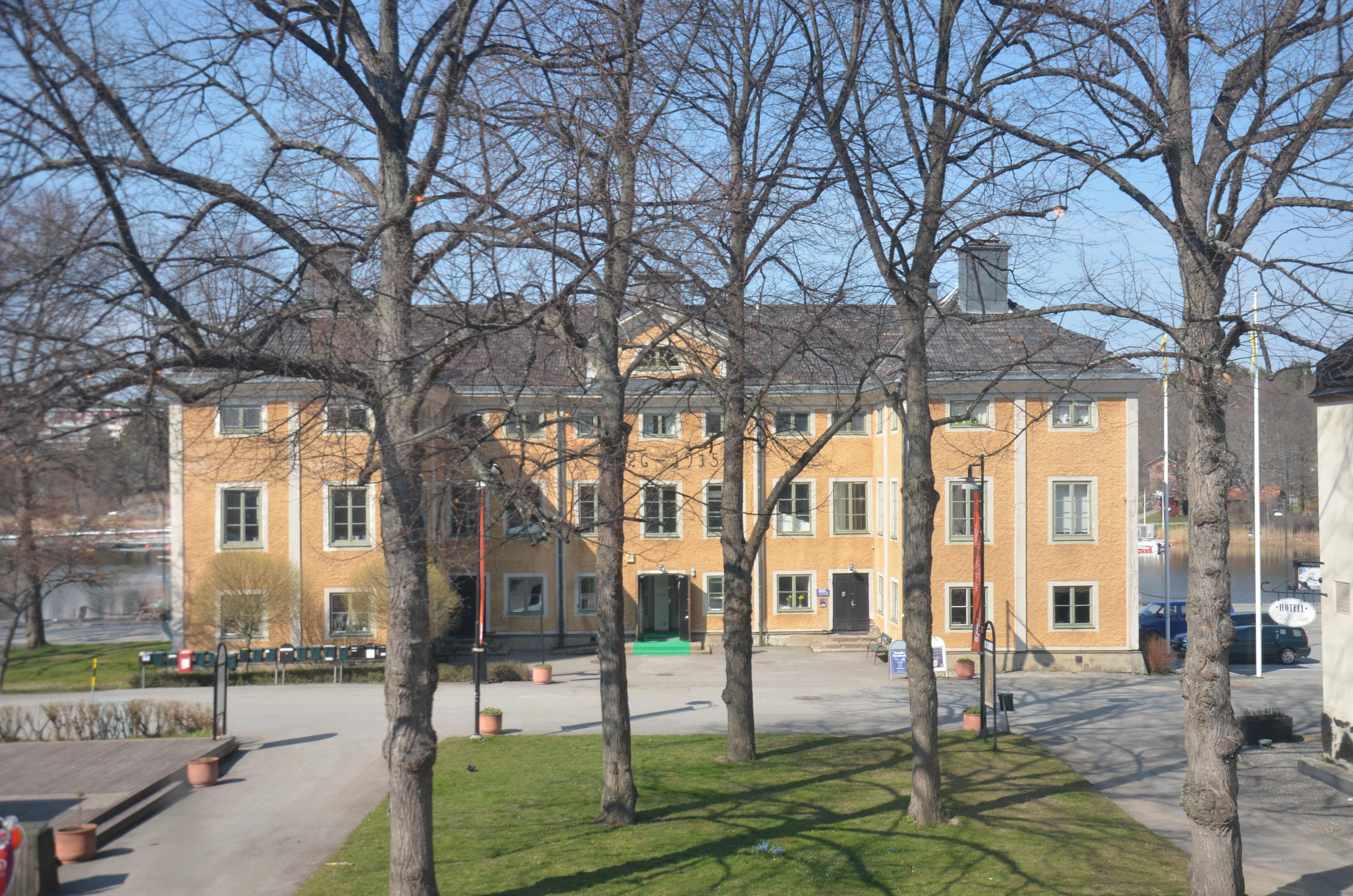
Gustavsbergs konsthall

Gustavsbergs konsthall var en svensk konsthall specialiserad på samtida konsthantverk. Konsthallen grundades år 2007 av Maj Sandell, Caroline Södergren och Agneta Linton på uppdrag av Dag Landvik inom ramen för Gustavsbergs Hamn AB. Konsthallen låg i "Gula byggningen", som är det tidigare brukskontoret i Gustavsberg uppfört år 1825-28.
2011 överläts verksamheten till Ideella föreningen Gustavsbergs konsthall som drev konsthallen fram till 2014. Därefter ägdes och drevs konsthallen av Värmdö kommun.
I november 2020 beslutade den styrande koalitionen i Vämrdö kommun att lägga ner konsthallen och  hyra ut lokalerna till annan verksamhet. Den 4 juli 2021 avslutades sista utställningen i ”Gula byggningen”. En förening, Ideella föreningen Gustavsbergs Konsthall, har därefter bildats för att förvalta varumärket och söka nya former och finansiering för verksamheten samt nya lokaler. 
2007-2021 producerade Gustavsbergs Konsthall  69 utställningar, bedrev omfattande pedagogisk verksamhet för barn och unga och för Värmdös skolor samt kunskapsförmedling om konsthantverksscenen genom seminarier, program, katalog- och bokproduktion. Konsthallen hade även ett showroom med butik där svenskt samtida konsthantverk presenterades samt en omfattande litteraturavdelning inom konsthantverksfältet.